# بخش مرکزی شهرستان آبدانان
بخش مرکزی شهرستان آبدانان یکی از بخش‌های تابعه شهرستان آبدانان در استان ایلام در غرب ایران است.دهستانهای شهرستان ابدانان عبارتند از دهستان های چم کبود.جابر انصار و ماسپی.

## تقسیمات کشوری
- دهستانهای بخش مرکزی: 
  - دهستان ماسبی
  - دهستان جابرانصار
  - دهستان چم‌کبود

نقاط شهری: آبدانان

## جمعیت
بنابر سرشماری مرکز آمار ایران، جمعیت بخش مرکزی شهرستان آبدانان در سال ۱۳۸۵ برابر با ۴۷۳۷۰ نفر بوده است.